# 上海市群众艺术馆
上海市群众艺术馆是上海市人民政府设立的市级公共文化设施，创建于1956年12月30日。文化大革命期间，馆内大部分人於1970年8月15日下放工厂当工人。1973年11月8日，群艺馆被上海當局批判為“修正主义温床”，经上海市革命委员会副主任徐景贤批准撤销建制。1979年3月8日，中共上海市委宣传部恢复上海市群众艺术馆建制。上海市群艺馆曾在市百一店、俄罗斯驻上海总领事馆、長樂路周信芳故居、黄陂北路226号原上海美术馆、复兴中路上海文化廣場等地临时办公，先后搬迁16次。2001年6月,搬迁原上海市戏曲学校舊址。2006年在原地扩建改造。2011年5月，群艺馆完成改扩建,新馆正式对外开放。新馆面积达19000平方米,设有剧场(上海星舞台)、 “上海故事”主题展厅、多功能厅、报告厅、 排练厅、非遗主题图书馆、电子阅览室、市民文化展示区、培训教室、户外小广场等區域。2022年3月15日，上海市群艺馆推出“市民美育云客厅”。

## 外部連結
- 官方网站